# Бригади № 2
Бригади № 2 (рос. Бригады № 2) — селище у Ніколаєвському районі Волгоградської області Російської Федерації.
Населення становить 19 осіб. Входить до складу муніципального утворення Політотдельське сільське поселення.

## Історія
Селище розташоване у межах українського історичного та культурного регіону Жовтий Клин.
Згідно із законом від 14 лютого 2005 року № 1006-ОД органом місцевого самоврядування є Політотдельське сільське поселення.

## Населення
| 2010 |
| ---- |
| 19   |